# Antoine-Adrien Lamourette
Adrien Lamourette (31. května 1742, Frévent – 11. ledna 1794, Paříž) byl francouzský lazaristický kněz. Přiklonil se k ústavní církvi a stal se prvním ústavním biskupem. Jako politik byl během Francouzské revoluce zvolen poslancem.

## Životopis
Jako syn chudého řemeslníka vstoupil v roce 1759 do lazaristické kongregace a v roce 1769 byl vysvěcen na kněze. Byl jmenován vikářem v Arrasu a v roce 1772 se stal profesorem filozofie v lazaristickém semináři v Metách. O čtyři roky později byl přeložen do lazaristického semináře v Toulu, jehož byl představeným v letech 1776-1777. Po konfliktu s profesory semináře se rozhodl opustit misijní kongregaci a v roce 1784 vstoupil do diecéze Toul.
Byl odpůrcem tradiční teologie, jeho ambicí bylo smířit osvícenství a náboženství. Ovlivnil tím svého žáka Abbé Grégoira. V roce 1778 byl pověřen duchovní službou v obci Outremécourt. Od roku 1783 žil v Paříži, kde byl kaplanem v Chaillot. Zde publikoval svá první díla.
Byl zastáncem návratu k církvi osvobozené od okázalosti, která utlačuje chudé věřící, a přál si omezit privilegia vysokého kléru. Především obhajoval náboženskou toleranci a zatímco polemizoval s ateistickými filozofy, stavěl se na stranu Jean-Jacquese Rousseaua, který miloval ctnost a náboženství. V roce 1787 vstoupil na akademii v Arrasu.
V roce 1789 obhajoval útok na Bastilu, požadoval rovnost pro Židy a ospravedlňoval sekularizaci církevního majetku. V listopadu 1790 začala jeho spolupráce s Mirabeauem a ve své řeči 26. listopadu shrnul argumenty, proč je občanská ústava duchovenstva slučitelná s principy křesťanského náboženství stejně jako s principy revoluce.
V roce 1790 složil přísahu na občanskou ústavu duchovenstva. V lednu 1791 znovu spolupracoval s Mirabeauem při přípravě návrhu proslovu k Francouzům o civilní ústavě duchovenstva. Díky němu se seznámení s Cabanisem, Volneym nebo Garatem.
Počátkem roku 1791 Mirabeau napsal dopis Společnosti přátel ústavy v Lyonu, čímž dosáhl, že byl Lamourette 2. března zvolen ústavním biskupem na tamním stolci. Narazil ale na silný odpor v diecézi. Navíc, stejně jako ostatní konstituční biskupové, nebyl nikdy ve své funkci uznán papežem Piem VI.
Dne 21. listopadu 1791 byl zvolen poslancem za departement Rhône-et-Loire do Zákonodárného shromáždění, kde poprvé v projevu použil výraz křesťanská demokracie.
Lamourette protestoval proti zářijovým masakrům 1792 a ve spojení s girondisty podporoval federalistické povstání v Lyonu (1793). Dne 29. září 1793 byl poblíž Lyonu zatčen a převezen do Paříže. Zde byl revolučním tribunálem odsouzen k trestu smrti a dne 11. ledna 1794 gilotinován.